# IC 1721
IC 1721 — галактика типу S? (спіральна галактика) у сузір'ї Риби.
Цей об'єкт міститься в оригінальній редакції індексного каталогу.